# 次原隆二
次原 隆二（つぎはら りゅうじ、1958年9月30日 - ）は、日本の漫画家、実業家。福岡県鞍手郡鞍手町出身。別ペンネームにRYU。コアミックスの設立メンバー。代表作に『よろしくメカドック』、『レストアガレージ251車屋夢次郎』、など。自動車整備士の免許を取得しており、メカを扱った作品が多い。

## 来歴
読売東京理工専門学校自動車学科（現・読売自動車大学校）卒業後、1979年に第17回手塚賞佳作作品『翔べ雷音図』（『週刊少年ジャンプ』）でデビュー。1982年に国産市販車のチューニングを扱った『よろしくメカドック』（『週刊少年ジャンプ』）を連載。以降も刑事モノやスポ根モノを多数発表する。
『週刊少年ジャンプ』の担当編集者であった堀江信彦やジャンプ時代の同期であった原哲夫や北条司らと共に、編集プロダクション「コアミックス」を設立（2022年4月1日現在、取締役）。新潮社を発売元として2001年に創刊した『週刊コミックバンチ』で『レストアガレージ251車屋夢次郎』を連載した。2010年、コアミックスは新潮社に替わり徳間書店を新たなパートナー（発売元）として『月刊コミックゼノン』を創刊し、RYU名義で『内閣総理大臣 桜庭皇一郎』を連載した。なお、ジャンプ時代の作家仲間として北条、原のほか高橋陽一とも親交があり、1980年代は高橋の草野球チームの投手として参加し、集英社のバスケットボール部にも一緒に参加していた。
2018年4月に吉本興業が沖縄県那覇市に設立した学校法人「沖縄ラフ&ピース専門学校」にコアミックスは全面協力しており、次原も講師として教壇に立ち、後進の育成に力を注いでいる。

## 作品リスト

### 連載
- 暴走ハンター（1980年、『週刊少年ジャンプ』連載）
- よろしくメカドック（1982年 - 1985年、『週刊少年ジャンプ』連載、全12巻）
- ROAD RUNNER（1985年 - 1986年、『週刊少年ジャンプ』連載、全3巻）
- F-1倶楽部（1987年、『WJ増刊 少年ジャンプ 1987年 Winter Special』掲載）
- 特別交通機動隊 SUPER PATROL（1987年、『週刊少年ジャンプ』連載、全2巻）
- 隼人18番勝負（1989年、『週刊少年ジャンプ』連載、全2巻）
- ホビー戦士燃えろ武伊!（1990年 - 1991年、漫画担当。原作：岬満、『ブイジャンプ』連載）
- ドンボルカン-聖なる男の伝説-（1991年、『週刊少年ジャンプ』連載、全2巻）
- 東京犯罪物語〜菩薩と不動〜（1994年、『週刊少年ジャンプ』連載）
- 元気やでっ（1995年、脚本担当。原案：土屋守・漫画：山本純二、『週刊少年ジャンプ』連載、全1巻）
- TOMORROW（1996年、『月刊少年ジャンプ』連載）
- 日本国初代大統領 桜木健一郎（1999年 - 2000年、「Ryu」名義で作画担当。原作：日高義樹、『BART』連載、全3巻）
- レストアガレージ251車屋夢次郎（2001年 - 2010年、『週刊コミックバンチ』連載、全33巻）
- 少年リーダム 〜友情・努力・勝利の詩〜（2009年 - 2010年、原案：西村繁男「さらば、わが青春の「少年ジャンプ」」、『週刊コミックバンチ』連載）
- 内閣総理大臣 桜庭皇一郎（2011年 - 2012年、「RYU」名義、『月刊コミックゼノン』連載）

## アシスタント
- にわのまこと[要出典]
- 小畑健[7]
- 和月伸宏[8]
- 道元宗紀（『ドンボルカン』コミックス2巻に明記）